# Croizet-sur-Gand
Croizet-sur-Gand település Franciaországban, Loire megyében. Lakosainak száma 315 fő (2022. január 1.). Croizet-sur-Gand Fourneaux, Neulise, Saint-Just-la-Pendue és Saint-Symphorien-de-Lay községekkel határos.

## Népesség
A település népességének változása:
| Lakosok száma | 235  | 218  | 208  | 256  | 316  | 316  | 314  | 307  | 304  | 315  |
|               | 1968 | 1982 | 1990 | 2006 | 2013 | 2015 | 2017 | 2019 | 2020 | 2022 |